# Sarpsborg Fotballklubb
El Sarpsborg Fotballklubb és un club de futbol noruec de la ciutat de Sarpsborg.

## Història
El club va ser fundat el 8 de maig de 1903. A la copa noruega el club ha guanyat 6 títols de 12 finals disputades. En la lliga, la seva millor posició fou un tercer lloc el 1964. L'any 2007 el club es fusionà amb Sparta Sarpsborg  en el club Sarpsborg 08, restant el Sarpsborg FK en categories amateurs.

## Palmarès
- Copa noruega de futbol: 
  - 1917, 1929, 1939, 1948, 1949, 1951